# Móng rồng tái
Móng rồng tái hay công chúa tái (danh pháp: Artabotrys pallens) là loài thực vật có hoa thuộc họ Na. Loài này được Ast mô tả khoa học đầu tiên năm 1938.